# Brekov
Brekov es un municipio del distrito de Humenné en la región de Prešov, Eslovaquia, con una población estimada a final del año 2024 de 1308 habitantes.
Se encuentra ubicado al sureste de la región, cerca de los ríos Cirocha y Laborec (cuenca hidrográfica del río Tisza) y de la frontera con la región de Košice.

## Demografía
| Año        | 1994 | 2004    | 2014    | 2024    |
| ---------- | ---- | ------- | ------- | ------- |
| Población  | 1236 | 1262    | 1368    | 1308    |
| Diferencia |      | +2,10 % | +8,39 % | −4,38 % |

| Año        | 2023 | 2024    |
| ---------- | ---- | ------- |
| Población  | 1321 | 1308    |
| Diferencia |      | −0,98 % |